# Брестроф ла Гранд
Брестроф ла Гранд (фр. Breistroff-la-Grande) насеље је и општина у североисточној Француској у региону Лорена, у департману Мозел која припада префектури Тионвил Ест.
По подацима из 2011. године у општини је живело 602 становника, а густина насељености је износила 56,63 становника/km². Општина се простире на површини од 10,63 km². Налази се на средњој надморској висини од 200 метара (максималној 242 m, а минималној 157 m).

## Демографија
| 1962. | 1968. | 1975. | 1982. | 1990. | 1999. | 2011. |
| ----- | ----- | ----- | ----- | ----- | ----- | ----- |
| 267   | 277   | 281   | 320   | 338   | 416   | 602   |

График промене броја становника у току последњих година